# أنطونيو ميغيل بارا
أنطونيو ميغيل بارا (بالإسبانية: Antonio Miguel Parra)‏ هو دراج إسباني، ولد في 26 ديسمبر 1982 في بالافروغي في إسبانيا.

## وصلات خارجية
- أنطونيو ميغيل بارا على موقع أرشيف الدراجات (الإنجليزية)
- أنطونيو ميغيل بارا على موقع أوليمبيديا (الإنجليزية)